# Lara (truyện tranh)
Lara (nhũ danh Lara Lor-Van) là nhân vật hư cấu xuất hiện trong truyện tranh Superman, được phát hành bởi DC Comics. Lara là mẹ ruột của Superman, vợ của nhà khoa học  Jor-El. Lara Lor-Van là tên đầy đủ thời con gái của Lara, "Lor-Van" là tên cha của Lara. Hầu hết các mô tả trong văn hóa của người Krypton thì người phụ nữ sử dụng tên người cha đến khi họ kết hôn, sau khi kết hôn sẽ được gọi cái tên đơn giản.